# Берланкур (Ен)
Берланкур (фр. Berlancourt) насеље је и општина у североисточној Француској у региону Пикардија, у департману Ен (Пикардија) која припада префектури Вервен.
По подацима из 2011. године у општини је живело 105 становника, а густина насељености је износила 20,19 становника/km². Општина се простире на површини од 5,2 km². Налази се на средњој надморској висини од 140 метара (максималној 156 m, а минималној 105 m).

## Демографија
| 1962. | 1968. | 1975. | 1982. | 1990. | 1999. | 2011. |
| ----- | ----- | ----- | ----- | ----- | ----- | ----- |
| 112   | 122   | 120   | 117   | 112   | 93    | 105   |

График промене броја становника у току последњих година